# Young Japanese
「Young Japanese」（ヤング・ジャパニーズ）は、OKAMOTO'Sの4作目の配信シングル。2021年1月27日にAriola Japanから配信リリースされた。後に、同年3月19日に本曲の全編英語バージョンである「Young Japanese (Eng. Version)」が、同時期リリースの「Complication」の英語バージョンと共に収録された配信限定シングル『Young Japanese/Complication (English)』の1曲として配信リリースされた。

## 概要
- 前作『Keep On Running[注 1]』から約5ヶ月振りのリリース[注 2]。
- 2ヶ月連続配信リリースの第1弾[1]。
- 表題曲「Young Japanese」は、テレビ東京 ドラマ25『直ちゃんは小学三年生』のオープニングテーマである[3]。
- 同ドラマサイドは少年時代からともに過ごしてきたOKAMOTO'Sのメンバー4人と、同ドラマの内容にシンクロニシティを感じてテーマ曲をオファー。自身はちょうどその時期に制作しており、日本に生きる若者の信念や葛藤を表した歌詞がドラマにもマッチしていた本曲をテーマ曲として提供した[3]。
- 同ドラマへの楽曲提供について、ボーカルのオカモトショウは「2021年の1発目にこんな素晴らしいコラボレーションをできること、とても嬉しく思いますし、ドラマにピッタリなこの曲を皆さんにも愛してもらえたら、と思います」とコメントしている[3]。
- 発売から約6ヶ月後の7月9日には本作のミュージックビデオが公開された[4]。

## 収録曲
1. Young Japanese
作詞：オカモトショウ
作曲：オカモトショウ、オカモトコウキ
編曲：OKAMOTO'S
  - テレビ東京ドラマ25『直ちゃんは小学三年生』オープニングテーマ